# 布加勒斯特地鐵2號線
布加勒斯特地鐵2号线（羅馬尼亞語：Linia M2 a metroului din București）是布加勒斯特地鐵的一條路線，全長18.7 km（11.6 mi）。布加勒斯特地鐵2号线南北縱貫布加勒斯特市區，是布加勒斯特地鐵最繁忙的路線，也是布加勒斯特唯一一條途徑市中心的地鐵路線。布加勒斯特地鐵2号线修建於1980年代，一期工程在1986年1月24日通車，2期工程在1987年10月25日通車。